# Зётербах
Зётербах (нем. Söterbach) — река в Германии, протекающая на северо-западе федеральной земли Саар, на границе с Хунсрюком. Длина реки составляет 9,8 км, площадь водосборного бассейна — 31,5 км². Приток реки Наэ (приток Рейна).

## География
Исток реки находится в Шварцвальдском Хохвальде, на горе Зандкопф неподалёку от коммуны Нойхюттен. Через 9,8 км, возле Нофельдена Зётербах впадает в Наэ.